# Джексон, Бобби (баскетболист)
Бобби Джексон (англ. Bobby Jackson; род. 13 марта 1973, Солсбери, Северная Каролина, США) — американский профессиональный баскетболист и тренер. Играл на позиции разыгрывающего и атакующего защитника. Был выбран на драфте НБА 1997 года во втором раунде под общим 56-м номером командой «Сиэтл Суперсоникс».

## Ранние годы
Бобби Джексон родился в городе Солсбери (штат Северная Каролина), учился в одноимённой школе, в которой играл за местную баскетбольную команду.

## Студенческая карьера
После окончания школы Джексон поступил в Общественный колледж Западной Небраски, где в течение двух лет выступал за местную студенческую баскетбольную команду. В 1997 году закончил Миннесотский университет, где в течение двух лет играл за команду «Миннесота Голден Гоферс», в которой провёл успешную карьеру, набрав в итоге 866 очков, 332 подбора, 207 передач, 108 перехватов и 15 блок-шотов. В том же году «Голден Гоферс» выиграли регулярный чемпионат конференции Big Ten, турнир конференции Big Ten, а также вышли в плей-офф студенческого чемпионата США.
Сезон 1996/1997 годов вообще стал самым успешным в истории «Голден Гоферс», так как они впервые в своей истории вышли в финал четырёх турнира NCAA, где в полуфинале проиграли команде «Кентукки Уайлдкэтс» (69—78), а Бобби Джексон по итогам сезона был признан баскетболистом года среди студентов конференции Big Ten. Однако в марте 1999 года этот выбор был отменён из-за разгоревшегося академического скандала, связанного с мошенничеством, что было неприемлемым для студенческого спорта, в результате чего на баскетбольную команду «Миннесота Голден Гоферс» были наложены штрафные санкции: она лишилась общей победы в конференции и выхода в финал четырёх турнира NCAA, у неё отобрали все командные и индивидуальные награды по итогам этого сезона, а также стёрли все официальные результаты команды шести последних лет (сезоны 1993/1994—1998/1999 годов).

## Карьера в НБА
Играл на позиции разыгрывающего защитника и атакующего защитника. В 1997 году был выбран на драфте НБА под 23-м номером командой «Сиэтл Суперсоникс», однако не сыграл за неё ни одного матча, а сразу был обменян в клуб «Денвер Наггетс». Позже выступал за команды «Миннесота Тимбервулвз», «Сакраменто Кингз», «Мемфис Гриззлис», «Нью-Орлеан / Оклахома-Сити Хорнетс» и «Хьюстон Рокетс». Всего в НБА провёл 12 сезонов. Джексон включался во 2-ю сборную новичков НБА (1998). В 2003 году признавался лучшим шестым игроком НБА. В 1997 году включался во 2-ю всеамериканскую сборную NCAA. Всего за карьеру в НБА сыграл 755 игр, в которых набрал 7344 очка (в среднем 9,7 за игру), сделал 2347 подборов, 1945 передач, 704 перехвата и 68 блок-шотов.
Свои лучшие годы в качестве игрока НБА Джексон провёл в «Сакраменто Кингз», в рядах которых он выступал на протяжении шести сезонов (2000—2005, 2008—2009). Самым лучшим в его карьере был сезон 2002/2003 годов, в котором он сыграл в 59 играх, набирая в среднем за матч 15,2 очка и делая 3,7 подбора, 3,1 передачи, 1,2 перехвата и 0,1 блок-шота.

## Тренерская карьера
24 октября 2009 года Бобби Джексон официально объявил о завершении профессиональной карьеры игрока, а чуть позднее стал помощником главного тренера родной команды «Сакраменто Кингз». 5 июня 2013 года новый главный тренер «Кингз» Майкл Мэлоун объявил, что тренерский штаб команды будет полностью обновлён. 9 сентября 2013 года Джексон заключил соглашение с командой «Миннесота Тимбервулвз» в качестве ассистента главного тренера по развитию игроков.

## Статистика

### Статистика в НБА
| Сезон                                                                                    | Команда    | Регулярный сезон | Регулярный сезон | Регулярный сезон | Регулярный сезон | Регулярный сезон | Регулярный сезон | Регулярный сезон | Регулярный сезон | Регулярный сезон | Регулярный сезон | Регулярный сезон | Серия плей-офф | Серия плей-офф | Серия плей-офф | Серия плей-офф | Серия плей-офф | Серия плей-офф | Серия плей-офф | Серия плей-офф | Серия плей-офф | Серия плей-офф | Серия плей-офф |
| Сезон                                                                                    | Команда    | GP               | GS               | MPG              | FG%              | 3P%              | FT%              | RPG              | APG              | SPG              | BPG              | PPG              | GP             | GS             | MPG            | FG%            | 3P%            | FT%            | RPG            | APG            | SPG            | BPG            | PPG            |
| ---------------------------------------------------------------------------------------- | ---------- | ---------------- | ---------------- | ---------------- | ---------------- | ---------------- | ---------------- | ---------------- | ---------------- | ---------------- | ---------------- | ---------------- | -------------- | -------------- | -------------- | -------------- | -------------- | -------------- | -------------- | -------------- | -------------- | -------------- | -------------- |
| 1997/98                                                                                  | Денвер     | 68               | 53               | 30,0             | 39,2             | 25,9             | 81,4             | 4,4              | 4,7              | 1,5              | 0,2              | 11,6             | Не участвовал  | Не участвовал  | Не участвовал  | Не участвовал  | Не участвовал  | Не участвовал  | Не участвовал  | Не участвовал  | Не участвовал  | Не участвовал  | Не участвовал  |
| 1998/99                                                                                  | Миннесота  | 50               | 12               | 18,8             | 40,5             | 37,0             | 77,2             | 2,7              | 3,3              | 0,8              | 0,1              | 7,1              | 4              | 0              | 6,8            | 20,0           | 0,0            | -              | 1,0            | 0,5            | 0,0            | 0,0            | 1,0            |
| 1999/00                                                                                  | Миннесота  | 73               | 10               | 14,2             | 40,5             | 28,3             | 77,6             | 2,1              | 2,4              | 0,7              | 0,1              | 5,1              | 3              | 0              | 10,0           | 50,0           | 33,3           | 100,0          | 1,7            | 1,3            | 0,7            | 0,3            | 5,0            |
| 2000/01                                                                                  | Сакраменто | 79               | 7                | 20,9             | 43,9             | 37,5             | 73,9             | 3,1              | 2,0              | 1,1              | 0,1              | 7,2              | 8              | 0              | 22,8           | 43,8           | 28,6           | 71,4           | 3,3            | 2,3            | 1,0            | 0,0            | 7,0            |
| 2001/02                                                                                  | Сакраменто | 81               | 3                | 21,6             | 44,3             | 36,1             | 81,0             | 3,1              | 2,0              | 0,9              | 0,1              | 11,1             | 16             | 1              | 23,4           | 44,5           | 25,6           | 79,1           | 3,3            | 2,0            | 0,9            | 0,2            | 10,9           |
| 2002/03                                                                                  | Сакраменто | 59               | 26               | 28,4             | 46,4             | 37,9             | 84,6             | 3,7              | 3,1              | 1,2              | 0,1              | 15,2             | 12             | 0              | 27,6           | 45,7           | 34,9           | 88,6           | 4,5            | 3,3            | 1,0            | 0,1            | 14,3           |
| 2003/04                                                                                  | Сакраменто | 50               | 0                | 23,7             | 44,4             | 37,0             | 75,2             | 3,5              | 2,1              | 1,0              | 0,2              | 13,8             | Не участвовал  | Не участвовал  | Не участвовал  | Не участвовал  | Не участвовал  | Не участвовал  | Не участвовал  | Не участвовал  | Не участвовал  | Не участвовал  | Не участвовал  |
| 2004/05                                                                                  | Сакраменто | 25               | 0                | 21,4             | 42,7             | 34,4             | 86,2             | 3,4              | 2,4              | 0,6              | 0,1              | 12,0             | 5              | 0              | 15,8           | 27,0           | 16,7           | 100,0          | 1,2            | 1,8            | 0,2            | 0,2            | 5,2            |
| 2005/06                                                                                  | Мемфис     | 71               | 15               | 25,0             | 38,2             | 38,9             | 73,3             | 3,1              | 2,7              | 0,9              | 0,0              | 11,4             | 4              | 0              | 25,1           | 41,4           | 36,4           | 71,4           | 2,0            | 1,3            | 0,3            | 0,0            | 8,3            |
| 2006/07                                                                                  | Нью-Орлеан | 56               | 2                | 23,7             | 39,4             | 32,7             | 77,4             | 3,2              | 2,5              | 0,9              | 0,1              | 10,6             | Не участвовал  | Не участвовал  | Не участвовал  | Не участвовал  | Не участвовал  | Не участвовал  | Не участвовал  | Не участвовал  | Не участвовал  | Не участвовал  | Не участвовал  |
| 2007/08                                                                                  | Нью-Орлеан | 46               | 0                | 19,4             | 39,2             | 36,8             | 81,6             | 2,4              | 1,7              | 0,7              | 0,1              | 7,1              | Не участвовал  | Не участвовал  | Не участвовал  | Не участвовал  | Не участвовал  | Не участвовал  | Не участвовал  | Не участвовал  | Не участвовал  | Не участвовал  | Не участвовал  |
| 2007/08                                                                                  | Хьюстон    | 26               | 5                | 19,2             | 41,9             | 34,1             | 75,0             | 2,7              | 2,4              | 0,5              | 0,1              | 8,8              | 6              | 2              | 23,0           | 28,6           | 20,8           | 63,6           | 1,7            | 1,5            | 0,8            | 0,0            | 8,7            |
| 2008/09                                                                                  | Сакраменто | 71               | 10               | 20,9             | 39,8             | 30,5             | 85,1             | 2,8              | 2,0              | 0,9              | 0,1              | 7,5              | Не участвовал  | Не участвовал  | Не участвовал  | Не участвовал  | Не участвовал  | Не участвовал  | Не участвовал  | Не участвовал  | Не участвовал  | Не участвовал  | Не участвовал  |
|                                                                                          | Всего      | 755              | 143              | 22,2             | 41,7             | 35,4             | 79,3             | 3,1              | 2,6              | 0,9              | 0,1              | 9,7              | 58             | 3              | 21,8           | 40,5           | 27,0           | 80,7           | 2,8            | 2,1            | 0,7            | 0,1            | 9,2            |
| Наведите курсор мыши на аббревиатуры в заголовке таблицы, чтобы прочесть их расшифровку. |            |                  |                  |                  |                  |                  |                  |                  |                  |                  |                  |                  |                |                |                |                |                |                |                |                |                |                |                |

## Комментарии
1. ↑  Позднее выбор был отменён из-за разгоревшегося в 1999 году академического скандала, связанного с мошенничеством.